# Draycott (South Somerset)
Draycott – osada w Anglii, w hrabstwie Somerset. Leży 5,1 km od miasta Yeovil, 31,2 km od miasta Taunton i 188,6 km od Londynu. W latach 1870–1872 miejscowość liczyła 50 mieszkańców. Draycott jest wspomniana w Domesday Book (1086) jako Draicote/Draecota/Dreicote/Dregecota.